# Amos Oz
Amos Oz (în ebraică עמוס עוז, născut Amos Klausner, n. 4 mai 1939, Ierusalim, Palestina sub mandat britanic – d. 28 decembrie 2018, Petah Tikva, Israel) a fost un scriitor israelian.

## Date biografice
S-a născut în 1939 la Ierusalim într-o familie de evrei veniți în Palestina din Lituania și Ucraina. Tatăl, Yehuda Arie Klausner, era bibliotecar și scriitor, absolvent de studii de istorie si litere din Vilnius, fiu al unei familii cu tradiții de activitate in cadrul mișcării sioniste revizioniste. 
Unchiul tatălui lui Amos Oz, profesorul Yosef Klausner, a fost un cunoscut istoric si scriitor, a predat la Universitatea Ebraică, și a candidat in 1948 din partea Mișcării Herut la postul de președinte al Israelului în fața lui Chaim Weizmann.
Mama scriitorului, Fania Mussman, era originară din orașul Rivne, în acea vreme aparținând Poloniei, astăzi fiind parte din Ucraina. Ea se stabilise la Haifa în anul 1934. În copilărie, Amos Oz a trăit în cartierul Kerem Avraham al Ierusalimului și, deși familia era laică, pentru a evita intrarea la o școală influențată de partidele rivale cu tradiție social democrată, Amos a fost înscris la școala religioasă Tahkemoni, unde a avut-o ca profesoară de limba ebraică pe poeta Zelda. Studiile liceale le-a continuat la Gimnaziul Rehavia.
Când Amos a avut 12 ani, mama sa, bolnavă de depresie, s-a sinucis.
La 15 ani, în urma unor certuri cu tatăl său Amos părăsește Ierusalimul, își schimbă numele din Klausner în Oz (cuvânt ebraic însemnând „îndrăzneală”) și locuiește în kibuțul Hulda. Își ia licența în filosofie și literatură la Universitatea Ebraică din Ierusalim, dar revine în kibuț, unde se dedică scrisului, lucrează în agricultură și predă la liceul local. Amos Oz locuiește la Hulda timp de treizeci de ani, până în 1986, când se mută cu soția sa și cei trei copii la Arad, oraș situat în apropierea țărmului Mării Moarte.
În 1965 i se publică prima culegere de povestiri, Acolo unde țipă șacalii, iar în 1966, romanul Altundeva, poate. În 1967 participă ca soldat într-o unitate de tancuri la Războiul de Șase Zile pe frontul din Peninsula Sinai iar în octombrie 1973, în Războiul Yom Kippur.
Publică articole în Davar, ziarul sindicatelor de orientare laburistă din Israel, iar romanele sale încep să fie traduse. În perioada 1984-1985 este beneficiarul unei burse la Colegiul Colorado Springs din Statele Unite. Din anul 1991 este membru al Academiei Limbii Ebraice.
Au fost realizate trei ecranizări după romanele lui Amos Oz: Michael Sheli (după Soțul meu, Michael) în 1976, Kufsa Sh'hora (după Cutia Neagră) în 1994 și The Little Traitor (după Pantera din subterană) în 2007.
În limba română i-au apărut traducerile a șapte romane: Soțul meu, Michael (Polirom, 2005), Cutia neagră (Univers, 2002), Să cunoști o femeie (Polirom, 2004), Fima (Polirom, 2008), Să nu pronunți: noapte (Univers, 1997), Pantera din subterane (Univers, 2003) și Poveste despre dragoste și întuneric (Humanitas, 2008) - volum premiat cu Premiul France Culture 2004, Premiul Goethe 2005,Rime despre viață și moarte (Humanitas, 2009).
Ultima sa poziție profesională a fost aceea de profesor la catedra de literatură de la Universitatea Ben Gurion din Beer Șeva.

## Premii și distincții
- Premiul francez Femina étranger 1987 pentru romanul Cutia neagră
- Premiul Păcii, decernat de președintele german Richard von Weizsäcker ,1992
- titlul de Cavaler al Legiunii de Onoare acordat de președintele Franței, Jacques Chirac
- Premiul Israel (premiul de stat) pentru literatură în 1998
- premiul Ovidius (România) pentru romanul Să cunoști o femeie în 2004
- premiul France Culture pentru literatură străină în 2004
- premiul Catalonia pentru literatură în 2004
- premiul Goethe (Germania) din partea orașului Frankfurt în 2005 pentru romanul autobiografic "Poveste despre dragoste și întuneric"
- premiul Grinzane Cavour, Italia 2007
- premiul Dan David pentru creații însemnate legate de "dimensiunea trecut" - 2008
- premiul Heinrich Heine pentru literatură - 2008
- titlul de doctor honoris causa al Universității Ebraice din Ierusalim - 2006, al Universității din Antwerpen - 2008.

## Scrieri

### Romane
- Altundeva, 1966 (Makom aher)
- Michael al meu, 1968 (Michael sheli)
- Touch the Water, Touch the wind, 1973 (Lagáat bamáim, lagáat barúakh)
- Pace desăvârșită, 1982 (Menuhá nekhoná)
- Cutia neagră, 1987 (Kufsá shhora)
- Să cunoști o femeie, 1989 (Ladáat ishá)
- Fima, 1991
- Să nu pronunți: noapte, 1994 (Al taggidi laila)
- Pantera din subterane, 1995 (Panter bamartéf)
- Aceeași mare  1999 (Otó hayam)
- Poveste despre dragoste și întuneric, 2002 (Sipur ha'ahavá veha'hóshekh)
- Deodată în adâncul pădurii 2005
- Rime pentru viață și moarte 2007
- Vestirea după Iuda (Habessorá al pi Yehuda) 2014

### Volume de povestiri și nuvele
- Acolo unde urlă șacalii, 1965 (Artzot Ha'tan)
- Unto Death, 1970 (Ad mávet)
- Hill of Evil Counsel, 1976 (Har ha'etzá ha'raá)
- Soumchi (carte pentru copii), 1977
- Scene din viața la țară 2009 (Tmunot mihayey hakfar)
- Între amici (Beyn haverim)

### Eseuri, culegeri de articole
- Different People (eseuri, articole), 1974 (Anashim aherìm)
- Under this Blazing Light, 1978 (Beor ha'tkhélet ha'azá)
- In the Land of Israel, 1983 (Po vesham beEretz Israel)
- The Slopes of Lebanon, 1987 (Mimordot ha'Levanon)
- The State of the State of Israel, 1992
- The Silence of Heaven, 1993
- Israel, Palestine and Peace, 1995
- The Story Begins, 1996
- All Our Hopes, 1998
- Jerusalem Omnibus, 2000
- But These Are Two Different Wars, 2002
- Cum să lecuiești un fanatic, 2003
- The Conjuror Of His, 2004
- Evrei și cuvinte (Yehudim vemilim) 2014 (cu Fanya Oz-Salzberger)